# (14573) Montebugnoli
(14573) Montebugnoli est un astéroïde de la ceinture principale.

## Description
(14573) Montebugnoli est un astéroïde de la ceinture principale. Il fut découvert le 27 août 1998 à la station Anderson Mesa par le programme LONEOS. Il présente une orbite caractérisée par un demi-grand axe de 2,31 UA, une excentricité de 0,15 et une inclinaison de 5,6° par rapport à l'écliptique.

## Compléments